# Presunto do Alentejo
O Presunto do Alentejo DOP  ou a Paleta do Alentejo DOP são produtos de origem portuguesa com Denominação de Origem Protegida pela União Europeia (UE) desde 26 de setembro de 2008.

## Características
Por "Presunto do Alentejo" (DOP) e "Paleta do Alentejo" (DOP) entendem-se os presuntos e paletas obtidos, respectivamente, a
partir de pernis e pás provenientes de porcos de raça alentejana nascidos, criados e abatidos de acordo com determinadas regras e a e que passam por fases de salga, pós-salga, secagem/maturação, envelhecimento, corte e acondicionamento com condições bem definidas.

## Área geográfica
A área geográfica ligada à produção do "Presunto do Alentejo" (DOP) e da "Paleta do Alentejo" (DOP) está circunscrita a:
- Distrito de Évora, todos os concelhos e freguesias
- Distrito de Portalegre, todo distrito excepto a antiga freguesia de Caia e São Pedro no concelho de Elvas
- Distrito de Beja, todo distrito excepto a freguesia de Vila Nova de Mil Fontes e a antiga freguesia de São Teotónio do concelho de Odemira
- Distrito de Castelo Branco apenas os concelhos de Castelo Branco, Idanha-a-Nova, Penamacor e Vila Velha de Ródão
- Distrito de Santarém, apenas os concelhos de Abrantes, Chamusca, Coruche e Sardoal
- Distrito da Guarda apenas os concelho de Sabugal
- Distrito de Setúbal apenas:
  - todas as freguesias de Sines
  - as freguesias de São Martinho, Torrão e Alcácer do Sal (Santa Maria do Castelo e Santiago) e Santa Susana (excepto extinta Santa Maria do Castelo), de Alcácer do Sal
  - as freguesias de Azinheira dos Barros e São Mamede do Sádão, Carvalhal e Grândola e Santa Margarida da Serra, de Grândola
  - as freguesias de Abela, Alvalade, Cercal do Alentejo, Ermidas-Sado, Santa Cruz, Santiago do Cacém, São Bartolomeu da Serra, São Domingos, São Francisco da Serra e Vale de Água do concelho de Santiago do Cacém.
- Distrito de Faro, apenas:
  - todas as freguesias de Alcoutim, Aljezur e São Brás de Alportel
  - as freguesias Azinhal e Odeleite do concelho de Castro Marim
  - a antiga freguesia de Bensafrim do concelho de Lagos
  - as freguesias de Alte, Ameixial, Salir e as antigas freguesias de Benafim e Querença do concelho de Loulé
  - as freguesias de Alferce, Marmelete e Monchique do concelho de Monchique
  - as freguesias de São Bartolomeu de Messines, São Marcos da Serra e Silves do concelho de Silves
  - a freguesia de Cachopo do concelho de Tavira

## Agrupamento gestor
O agrupamento gestor das denominações de origem protegidas "Presunto do Alentejo" e "Paleta do Alentejo" é a ACPA - Associação de Criadores de Porco Alentejano.